# Domin (Einheit)
Domin, auch Tomini, war ein marokkanisches Längenmaß. Kala mit 8 Domin war eine arabische Elle; aber Tuch und Leinen wurden nach dem spanischen Codo gemessen.
- 1 Domin = 7,14 Zentimeter
- 8 Domin/Tomnien = 1 Dhrá = 253,122 Pariser Linien = 0,571 Meter